# Foos Gas Engine Company
Die Foos Gas Engine Company war ein US-amerikanischer Hersteller von Benzinmotoren.

## Beschreibung
Die Firma wurde 1887 in Springfield (Ohio) gegründet. Der Vorstand der Gesellschaft bestand aus Scipio E. Baker (Präsident), Charles E. Patric (Vizepräsident), Randolph Coleman (Sekretär) und Harry E. Snyder (Finanzchef)
Um 1900 war die Foos Gas Engine Company nach eigenen Angaben der größte Motorenbauer der Welt.
Zwischen 1901 und 1906 entstanden einige Automobile zu Testzwecken.
1927 wurde das Unternehmen übernommen.